# Pont-d'Ain
Pont-d'Ain là một xã ở tỉnh Ain, vùng Auvergne-Rhône-Alpes thuộc miền đông nước Pháp.